# 旗正飄飄
《旗正飄飄》是一首混声四部合唱曲。黃自作曲、韋瀚章作词。1932年完成创作，1933年1月正式发表:81。
这首歌曲是中国抗日战争时期知名的爱国歌曲，表达九一八事变后，中华民族同仇敌忾的情绪。《抗敵歌》与《旗正飄飄》，被后来的研究者视为黄韦二人合作的爱国歌曲姊妹篇:159。
歌曲首句“旗正飘飘，马正萧萧，枪在肩，刀在腰，热血似狂潮，好男儿报国在今朝……”:81引用自杜甫《兵车行》中“车辚辚、马萧萧，行人弓箭各在腰”一句:159。

## 创作过程
1930年，黃自应蕭友梅之邀，前往國立音樂專科學校任职，与韋瀚章同校。两人在歌曲创作方面有密切的合作。1933年至1935年间出版、黃自、韋瀚章与同事合作编辑《复兴初级中学教科书·音乐》丛书。这套教科书收录有黄、韦二人创作的学校歌曲。其中，两人合作八首，但不包括本首歌曲:156。本首歌曲创作于1932年。1933年1月，國立音樂專科學校创办的《音乐杂志》发行创刊号，歌曲正式发表:81。